# Es tanzt ein Bi-Ba-Butzemann
Es tanzt ein Bi-Ba-Butzemann és una cançó popular infantil d'origen alemany, basada en la tradició del personatge Butzemann, una figura de follet semblant a l'home del sac o el papu. La lletra de la cançó va ser publicada per la primera vegada l'any 1808, al tercer volum del recull de cançoner infantil Des Knaben Wunderhorn, per Clemens Brentano i Achim von Arnim els qui, sobre un text escrit per Jacob Grimm, van fer algunes variacions.

## Cançó
| «                                              | (alemany) Es tanzt ein Bi-Ba-Butzemann In unserm Haus herum, fidebum, Es tanzt ein Bi-Ba-Butzemann In unserm Haus herum. Er rüttelt sich, er schüttelt sich, Er wirft sein Säckchen hinter sich. Es tanzt ein Bi-Ba-Butzemann In unserm Haus herum. | (català) Tenim un Bi-Ba-Butzemann a ca nostra ballant, fidebum, tenim un Bi-Ba-Butzemann a ca nostra ballant. Es belluga, no està quiet, llança entorn seu el seu saquet. Tenim un Bi-Ba-Butzemann a ca nostra ballant. | » |
| — Des Knaben Wunderhorn. Vol. 3. (1808), p. 77 | | |   |

Tant el mot "fidebum" com l'afegidura "Bi-Ba-" davant Butzemann són elements fonètics sense significat.
Les altres estrofes són d'origen desconegut. La melodia popular és basada en una melodia de Wenzel Müller (1787-1835).
| « | (alemany) 2. Es tanzt ... Er wirft sein Säcklein her und hin, was ist wohl in dem Säcklein drin? 3. Es tanzt ... Er bringt zur Nacht dem guten Kind die Äpfel, die im Säcklein sind. 4. Es tanzt ... Er wirft sein Säcklein hin und her, am Morgen ist es wieder leer. | (català) 2. Tenim un ... Buida el seu saquet d'aquí d'allà què hi ha a la bosseta? 3. Tenim un ... porta al bon minyó a la nit les pomes que hi ha al saquet. 4. Tenim un ... Llança el seu saquet d'aquí d'allà, al matí torna a ser buid | » |
| — Es tanzt ein Bi-Ba-Butzemann in Das Lieder Projekt https://www.liederprojekt.org/lied30121-Es-tanzt-ein-Bi-Ba-Butzemann.html | | |   |

## Significat
Un Butzemann o Butz és un dimoni, esperit, follet o nan utilitzat pels adults com a espantacriatures. El "Butzemann" va ser originalment un poltergeist que sacseja els seus ossos i llança la seva dalla darrere d'ell. En aquesta cançó, es converteix en un goblin alegre esbojarrat que fa plasenteries. És popular sobretot al sud d'Alemanya i a Suïssa. La paraula pot derivar del verb alt alemany mitjà bôzen 'colpejar' i del substantiu Mann 'home', però també s'associa als nombrosos noms d'espantacriatures amb l'arrel bu o pu, entre ells el català papu.
Els germans Grimm van donar diverses explicacions sobre aquesta figura. El 1819, Wilhelm Grimm va parlar-ne així al seu famós recull Contes d'infants i de la llar: "Botzemann: (…) habitualment algú es disfressa amb robes blanques i porta una escombra a la mà". Els investigadors de contes Johannes Bolte i Jiří Polívka, al seu comentari en cinc volums Anmerkungen zu den Kinder- und Hausmärchen der Brüder Grimm, diuen que la figura del Herrn Korbes (KHM 41) és comparable al Knecht Ruprecht o al Butzemann, que espanta els nens, i aquesta mateixa explicació ja l'havien donat els germans Grimm el 25 de juny del 1823 al seu traductor a l'anglès Edgar Taylor. Finalment, també en parlen al Deutsches Wörterbuch (diccionari alemany dels germans Grimm), on diuen que prové d'un personatge emmascarat.
Per una altra banda, Richard Beitl, membre de l'escola mitològica de l'etnologia, basant-se en enquestes empíriques, va classificar el Butzemann com a descendent dels "esperits dels camps" de Wilhelm Mannhardt.

## Ús
Hi ha diversos jocs que es juguen cantant aquesta cançó, majoritàriament consistents a imitar en rotllana les accions descrites a la lletra. Una altra tipologia de jocs pren la cançó com a base d'una variant del joc de Plumpsack ('sac feixuc') o Faules Ei ('ou podrit'): els nens s'estan drets o asseguts en rotllana, mirant endins i agafats de les mans, mentre el Butzemann corre al voltant de la rotllana; llavors el Butzemann deixa caure el seu "saquet" al costat d'un dels nens; el nen escollit ha d'agafar el saquet i intentar atrapar el Butzemann, que per la seva banda ha de procurar arribar al lloc que ha deixat buit el nen; si el Butzemann aconsegueix el seu objectiu, el nen entra a l'"ou podrit" (el centre de la rotllana), i el joc torna a començar; en canvi, si és el nen qui guanya, entra a l'"ou podrit" el Butzemann.

## Versions
Entre moltes altres, destaquen les versions següents de la cançó:
- Gustav Mahler (1901): elements de la melodia apareixen al primer moviment de la quarta simfonia de Mahler
- Fredl Fesl (1978): "Der Bi-Ba-Butzemann"
- Nena (1990): "Es tanzt ein Bi-Ba-Butzemann", de l'àlbum Komm, lieber Mai …
- Hämatom (2005): "Butzemann", de l'àlbum Nein
- Klaus Trabitsch (2006): Butzemann – die Schönsten Kinderlieder (CD)
- Maybebop (2011): "Es Tanzt Ein Bebop-Butzemann", de l'àlbum Extrem nah dran
- Jazzkantine (2012): "Es Tanzt Ein Bi-Ba-Butzemann", de l'àlbum Jazzkantine spielt Volkslieder

## Curiositats
A mitjans d'abril de 2018, la cançó va esdevenir popular a Catalunya perquè la tornada, Bi-Ba-Butzemann, s'assembla fonèticament amb la frase Viva Puigdemont. Aquesta popularitat coincidí amb l'estada de Carles Puigdemont a Alemanya, després que el Tribunal Superior de Schleswig-Holstein decidís no extradir-lo a Espanya per rebel·lió.